# Slobozia-Rașcov
Slobozia-Raşcov (ros. Слобода-Рашково, Słoboda-Raszkowo; ukr. Слобода-Рашків, Słoboda-Raszkiw; pol. hist. Księdzowo lub Księdzowa) – wieś w Mołdawii, w Naddniestrzu, w rejonie Kamionka. W miejscowości urodził się Petro Herkulan Malczuk. Znajduje się tu duże skupisko ludności polskiej.
W miejscowości znajduje się kościół i parafia rzymskokatolicka pw. Świętej Marty.

## Historia

### Okres przynależności do I Rzeczypospolitej i Imperium Rosyjskiego
Wieś powstała w połowie XVIII w. na ziemi wydzielonej przez książąt Lubomirskich parafii ormiańsko-katolickiej pw. Świętego Kajetana w Raszkowie (obecnie jest ona rzymskokatolicka). Północna część Naddniestrza należała wówczas do I Rzeczypospolitej, wieś założono na terenie ówczesnego województwa bracławskiego. Założycielem wsi był raszkowski proboszcz – ks. Wardieriesowicz. Sprowadził on 7 rodzin chłopskich zbiegłych z południa Polski. W 1793 roku, w wyniku II rozbioru Polski, całe województwo bracławskie przeszło pod panowanie Carstwa Rosyjskiego. W 1799 roku było tu 25 rodzin, w 1811 r. liczba ta wzrosła do 50, w 1816 r. do 64 i w 1830 roku wynosiła ona już 90. Tutejsi chłopi podlegali zależności feudalnej parafii: odpracowywali pańszczyznę i oddawali dziesięcinę.

### Okres przynależności do ZSRR
W latach 1923–1924 działała tu tajna szkoła polska, później, w latach 1925–1927 była ona już jako państwowa. W 1928 roku zmieniono język nauczany w szkole na ukraiński, w latach pięćdziesiątych ponownie go zmieniono – na język rosyjski.

## Demografia
| Narodowość          | Liczba | Udział % | W tym miejscu powinien znaleźć się wykres. Z przyczyn technicznych nie może zostać wyświetlony. Więcej informacji |
| ------------------- | ------ | -------- | --- |
| Inni (w tym Polacy) | 385    | 48,19%   | W tym miejscu powinien znaleźć się wykres. Z przyczyn technicznych nie może zostać wyświetlony. Więcej informacji |
| Ukraińcy            | 346    | 43,30%   | W tym miejscu powinien znaleźć się wykres. Z przyczyn technicznych nie może zostać wyświetlony. Więcej informacji |
| Mołdawianie         | 37     | 4,63%    | W tym miejscu powinien znaleźć się wykres. Z przyczyn technicznych nie może zostać wyświetlony. Więcej informacji |
| Rosjanie            | 29     | 3,63%    | W tym miejscu powinien znaleźć się wykres. Z przyczyn technicznych nie może zostać wyświetlony. Więcej informacji |
| Bułgarzy            | 1      | 0,13%    | W tym miejscu powinien znaleźć się wykres. Z przyczyn technicznych nie może zostać wyświetlony. Więcej informacji |
| Gagauzi             | 1      | 0,13%    | W tym miejscu powinien znaleźć się wykres. Z przyczyn technicznych nie może zostać wyświetlony. Więcej informacji |
| Razem               | 799    | 100%     | W tym miejscu powinien znaleźć się wykres. Z przyczyn technicznych nie może zostać wyświetlony. Więcej informacji |

| Narodowość  | Udział % | W tym miejscu powinien znaleźć się wykres. Z przyczyn technicznych nie może zostać wyświetlony. Więcej informacji |
| ----------- | -------- | --- |
| Polacy      | 49%      | W tym miejscu powinien znaleźć się wykres. Z przyczyn technicznych nie może zostać wyświetlony. Więcej informacji |
| Ukraińcy    | 44%      | W tym miejscu powinien znaleźć się wykres. Z przyczyn technicznych nie może zostać wyświetlony. Więcej informacji |
| Mołdawianie | 4%       | W tym miejscu powinien znaleźć się wykres. Z przyczyn technicznych nie może zostać wyświetlony. Więcej informacji |
| Inni        | 3%       | W tym miejscu powinien znaleźć się wykres. Z przyczyn technicznych nie może zostać wyświetlony. Więcej informacji |